# Altstadt von Zürich

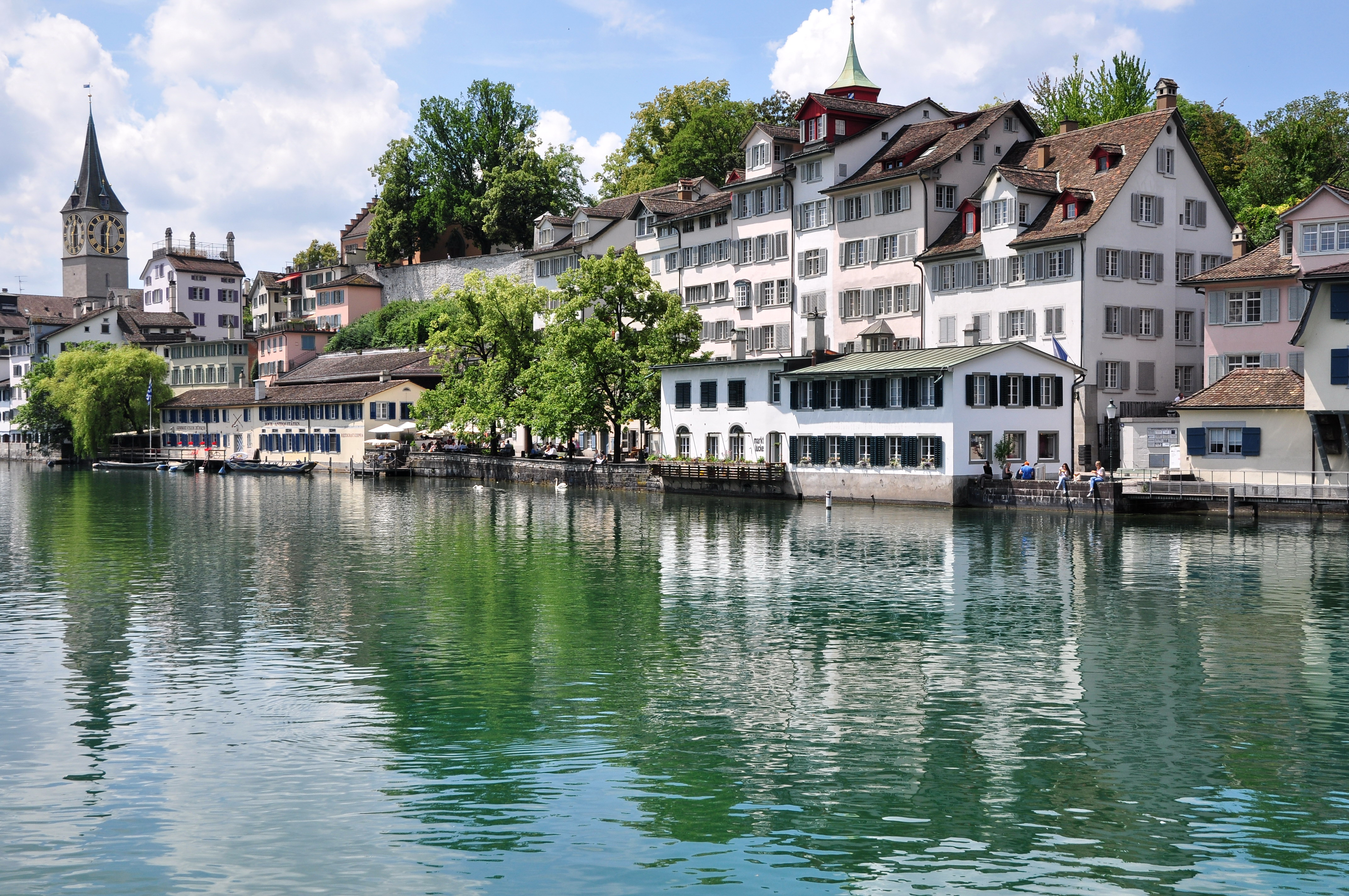
Historische Häuser im Quartier Schipfe an der Limmat

Die Altstadt von Zürich ist der historische Stadtkern der Schweizer Stadt Zürich im Kanton Zürich.

## Beschreibung
Vorgänger der mittelalterlichen Altstadt waren das keltische Oppidum Lindenhof und die römische Siedlung Turicum, die aber weniger gross waren. 
Der Altstadtcharakter ist im Bereich des Stadtquartiers Lindenhof um den Lindenhof-Hügel, das ehemalige Quartier Schipfe und dem Quartier Rathaus entlang der Limmat am ausgeprägtesten, wo sich die hochmittelalterlichen Steinbauten aus dem 13. Jahrhundert konzentrieren.
In der Altstadt lebten um 1300 zwischen 8'000 und 9'000 Einwohner. Auch im Jahr 1800 hatte Zürich nur rund 10'000 Einwohner. Mitte des 19. Jahrhunderts begann in Zürich die Stadterweiterung. Die Stadtbefestigung wurde entfernt und die Stadt begann, sich weit über die Altstadt hinaus auszudehnen. Bis dahin bestand Zürich praktisch nur aus der Altstadt. Die umliegenden Gemeinden wurden 1893 eingemeindet und hatten zum Teil mehr Einwohner als die Stadt selber.

## Geografische Abgrenzung

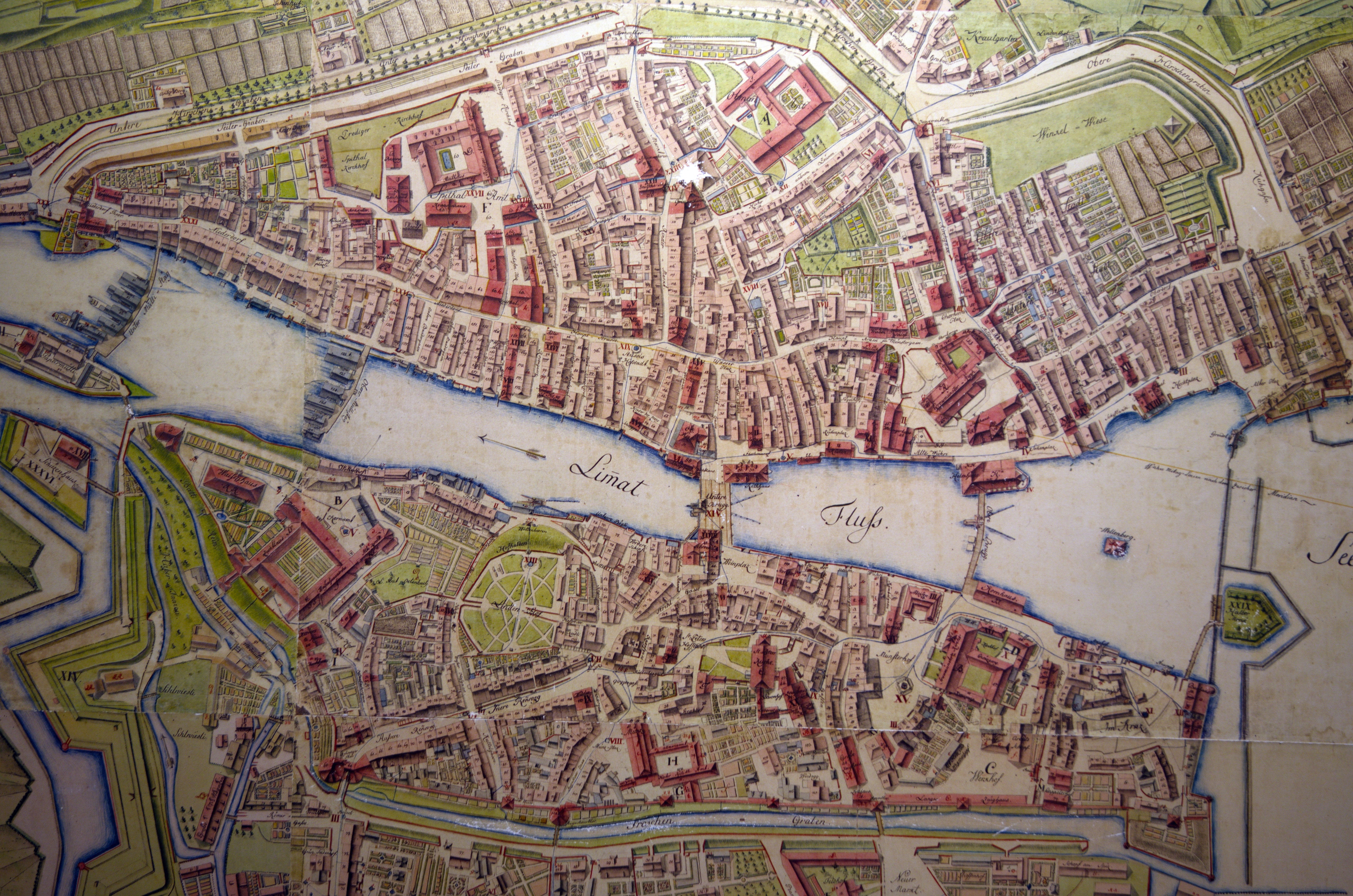
Die Altstadt von Zürich auf dem Müllerplan

Die Altstadt stimmt in etwa mit dem 1,8 Quadratkilometer grossen gleichnamigen Stadtkreis mit den Quartieren Lindenhof und Rathaus überein. Es handelt sich um das von den Stadtmauern umschlossene Gebiet vor dem Bau der Schanzen der dritten Stadtbefestigung. Die Altstadt wurde von der aus dem Zürichsee fliessenden Limmat in zwei ähnlich grosse Hälften geteilt.
Heute bilden der Bürkliplatz am Seeufer, die Bahnhofstrasse, der Hauptbahnhof, das Central, der Hirschengraben, die Rämistrasse und die Quaibrücke ungefähr die Eckpunkte des Gebiets. Gebiete am unteren Becken des Zürichsees und entlang des Schanzengrabens ausserhalb der mittelalterlichen Stadtmauer weisen ebenfalls eine grosse Zahl historischer Bauten auf, zählen aber nicht zur historischen Altstadt.